# Valdemar Brummer
Valdemar Brummer (4. september 1853 i Aarhus – 16. november 1929 i København) var en dansk ingeniør og jernbanemand.
Han var søn af oberst og driftsbestyrer Nicolai Abraham Brummer og arbejdede som jernbaneingeniør i Afrika. I 1895 nævnes han som fungerende direktør for Uruguay Northern Railway i Uruguay. 1896 blev han generaldirektør for North West Argentine Railway i Argentina. September 1901 blev han generaldirektør for jernbanen i Mexico, hvilket han var til 1903.
Ligesom sin far ægtede han (21. maj 1901 i Kongens Lyngby) et medlem af slægten Casse, nemlig Ingeborg Signe Casse (13. maj 1872 i Kappel, Maribo - 12. marts 1958 på Frederiksberg). Hun var datter af Gustav Engelbreth Casse og Mathilde Ingeborg Jensen.
Brummer er begravet på Bispebjerg Kirkegård.